# Ihor Tantsioura
Ihor Ivanovytch Tantsioura (en ukrainien : Ігор Іванович Танцюра), né le 26 avril 1976 dans le raïon Kozelets (en) actuel raïon de Tchernihiv, est un militaire ukrainien.

## Biographie
De 2003 à 2005 il commandait la 1re brigade blindée puis en 2013 le 169e centre d'entraînement à Desna. Il est promu depuis le 15 mai 2022 commandant de la Force de défense territoriale.